# Ernie Brandts
Ernstus Ernie Wilhelmus Johannes Brandts (Nieuw-Dijk, Güeldres, 3 de febrero de 1956) es un exfutbolista neerlandés, mundialista en Argentina 78, jugaba de defensa y hoy es entrenador.
Brandts no fue muy amigo de la pelota por unos problemas de espalda durante su infancia pero en su pubertad siempre se le veía por las calles de Nieuw-Dijk (ciudad casi fronteriza entre Países Bajos y Alemania) ataviado con la ropa deportiva adecuada para una ‘pichanga’ improvisada. Era un tipo fuerte y rápido que le gustaba morder, presionar e intimidar a los compañeros con los que jugaba, algo que le facilitó entrar en el humilde equipo local y al cumplir la mayoría de edad, marcharse al De Graafschap. Su aporte al equipo en las dos campañas de estreno en el primer nivel fue brillante. Tras un ascenso meteórico, le llevaron rápidamente a un ‘gigante’ como el PSV Eindhoven, donde iba a encontrar un acomodo a su altura y una institución donde crecer profesionalmente. Ese remarcado y fuerte carácter competitivo le colocó con tan sólo 22 años, en una encrucijada mundialista de histórica resolución en Argentina 1978.
En una tarde calurosa en el Monumental de Buenos Aires contra un gigante como Italia, no quiso que el icono fuera mediático y decidió que un semi-desconocido cambiara el transcurso de un partido clave. No iba a ser el día de los hermanos Van de Kerkhof, Neeskens, Krol, Rensenbrink o cualquiera de las estrellas Azzurri, Scirea, Tardelli, Bettega o Rossi, sino el del joven defensor neerlandés, el menos afamado de cuantos poblaban el césped bonaerense. El empate bastaba para que los Oranje pasaran a la final y fue la necesidad italiana la que pronto dominaba el partido a base de ataques directos e intentos a espaldas de la defensa neerlandesa, conocida por entonces por sus constantes movimientos para dejar a los delanteros en fuera de juego (ya lo hizo famoso en el 74). Un falso movimiento de líneas dejó un carril a Bettega, que llegaba en solitario con fuerza. Cuando el juventino iba a disparar, Brandts se opuso, estiró la pierna y su ligero toque bastó para batir en su propia portería la salida del portero Piet Schrijvers, Branndts no solo hizo un autogol sino que también lesionó a su portero sacándolo del partido lesionado. Italia se adelantaba y el zaguero había cometido "el más grande error" de su aún corta carrera.
Pero aquel carácter competitivo, luchador y ambicioso que había mostrado en las ‘pachangas’ callejeras y en la liga neerlandesa, salió a relucir en el momento adecuado para entrar en la historia no por ser el primer neerlandés en anotarse en propia puerta, sino por marcar un auténtico gol. Ya en la segunda mitad, tras el acoso italiano, Países Bajos estaba obligada a buscar la portería del gran Dino Zoff y sin grandes ideas, apenas un par de ocasiones alteraban al meta Dino Zoff. En un balón dividido, desde más allá de la frontal del área y con una ejecución veloz y milimétrica por el poco margen de movimiento existente, Brandts disparó medio trastabillado pero la potencia y colocación del misil, se coló sin oposición. Ernie, desde el suelo por el golpe recibido tras su ‘punterazo’, no se levantó pues sus compañeros, alucinando con semejante gol, le rodearon emocionados. Al final otro gol de Haan le dio la victoria a Países Bajos por 2-1 y el pase a la gran final.
Aquella tarde pasará a la historia por ser el "primer partido donde un mismo jugador anotaba un gol para cada equipo". Ernie Brandts (ahora técnico que incluso colocó tercero en la Eredivisie al modesto NAC BREDA hace unos años) fue pionero durante 40 años, hasta que Mario Mandžukić repitió la gesta en la final de la Copa del Mundo del 2018.

## Clubes

### Como jugador
| Club                      | País         | Año       |
| ------------------------- | ------------ | --------- |
| De Graafschap             | Países Bajos | 1974-1977 |
| PSV Eindhoven             | Países Bajos | 1977-1986 |
| Roda JC                   | Países Bajos | 1986-1989 |
| MVV Maastricht            | Países Bajos | 1988-1989 |
| K.F.C. Germinal Beerschot | Bélgica      | 1989-1991 |
| De Graafschap             | Países Bajos | 1991-1992 |

### Como entrenador
| Club                          | País         | Año       |
| ----------------------------- | ------------ | --------- |
| PSV Eindhoven (2º entrenador) | Países Bajos | 1993-2002 |
| RKSV Nuenen                   | Países Bajos | 2002-2004 |
| FC Volendam                   | Países Bajos | 2005-2006 |
| NAC Breda                     | Países Bajos | 2006-2008 |
| Rah Ahan Yazdan F.C.          | Irán         | 2009      |
| APR FC                        | Ruanda       | 2010-2012 |
| Young Africans SC             | Tanzania     | 2012-2013 |
| FC Dordrecht                  | Países Bajos | 2014-2015 |
| NEC Nijmegen                  | Países Bajos | 2016-2017 |
| FC Eindhoven II               | Países Bajos | 2018-2019 |
| FC Eindhoven (2º entrenador)  | Países Bajos | 2018-2019 |
| FC Eindhoven                  | Países Bajos | 2019-     |